# Dasychira basiflava
Dasychira basiflava là một loài bướm đêm thuộc họ Erebidae. Nó được tìm thấy ở Massachusetts và miền nam Ontario phía tây đến Iowa, Texas, phía nam đến South Carolina và có thể cả Florida.
Sải cánh dài 30–39 mm đối với con đực và 42–54 mm đối với con cái. Con trưởng thành bay từ tháng 6 đến tháng 8 ở phía bắc.
Ấu trùng ăn cây sồi, cây sơn thù du và cây việt quất.